# Shaft contre les trafiquants d'hommes
Pour les articles homonymes, voir Shaft.
Série
Les Nouveaux Exploits de Shaft
(1972) Shaft
(2000)
Pour plus de détails, voir Fiche technique et Distribution.
Shaft contre les trafiquants d'hommes (Shaft in Africa) est un film policier américain réalisé par John Guillermin et sorti en 1973. C'est le troisième opus d'une série de films mettant en vedette le personnage de John Shaft et faisant partie d'un genre cinématographique des années 1970 appelé « blaxploitation ».

## Synopsis
En Afrique noire, le détective John Shaft est chargé d'enquêter sur un réseau d'esclavagistes organisé depuis Paris.

## Fiche technique
Sauf indication contraire, les informations mentionnées dans cette section peuvent être confirmées par la base de données cinématographiques IMDb,  présente dans la section « Liens externes ».
- Titre original : Shaft in Africa
- Titre français : Shaft contre les trafiquants d'hommes
- Réalisation : John Guillermin
- Scénario : Stirling Silliphant, d'après les personnages d'Ernest Tidyman
- Direction artistique : José María Tapiador
- Décors : John Stoll
- Costumes : Frank Balchus
- Photo : Marcel Grignon
- Montage : Max Benedict
- Musique : Johnny Pate (en)
- Production : Roger Lewis ; René Dupont (associé)
- Sociétés de production : Metro-Goldwyn-Mayer et Shaft Productions
- Société de distribution : Metro-Goldwyn-Mayer
- Pays d'origine :  États-Unis
- Langue originale : anglais
- Format : Couleurs (Metrocolor) - 35 mm - 2,35:1 - son mono
- Genre : policier, action, blaxploitation
- Durée : 112 minutes
- Date de sortie :
  - États-Unis : 14 juin 1973
  - France : 26 juin 1974[1]

Interdit aux moins de 16 ans lors de sa sortie en salles et en DVD.

## Distribution
- Richard Roundtree (VF : Sady Rebbot) : John Shaft
- Frank Finlay (VF : Jean-Pierre Duclos) : Vincent Amafi
- Vonetta McGee (VF : Évelyn Séléna) : Aleme
- Neda Arnerić (VF : Béatrice Delfe) : Jazar
- Debebe Eshetu (VF : Med Hondo) : Wassa
- Spýros Fokás : Sassari
- Jacques Herlin (VF : Philippe Dumat) : Perreau
- Marne Maitland (VF : Claude Dasset) : colonel Gonder
- Cy Grant (VF : Michel Gatineau) : Emir Ramila
- Frank McRae : Oziot
- Jacques Marin (VF : lui-même) : inspecteur Cusset
- Thomas Baptiste (VF : Henry Djanik) : Kopo

## Production

### Genèse et développement
Contrairement aux deux précédents opus, Gordon Parks n'était pas le réalisateur : le poste a été confié au Britannique John Guillermin.
Richard Roundtree interprètait ici pour la troisième fois John Shaft.
Le directeur de la photographie du film, Marcel Grignon, était un chef opérateur français. On retrouvait également quelques acteurs français comme Jacques Marin.

### Tournage
Le tournage a eu lieu à New York, Paris, à Massaoua en Érythrée et à Addis-Abeba, capitale de l'Éthiopie.

### Musique
Bandes originales de Shaft
Les Nouveaux Exploits de Shaft
(1972) Shaft
(2000)
La musique du film est composée par Johnny Pate (en). Le titre Are You Man Enough? est par ailleurs interprété par The Four Tops. À noter que le morceau Shaft in Africa (Addis) est samplé par Jay-Z sur le titre Show Me What You Got de son album Kingdom Come (2006).
Liste des titres
1. You Can’t Even Walk In The Park (Opening Theme) - 2:30
2. Are You Man Enough? (Main Title) - 2:10 (interprété par The Four Tops)
3. Aleme Finds Shaft - 1:33
4. Shaft In Africa (Addis) - 3:04
5. Headman - 2:14
6. El Jardia - 3:02
7. Are You Man Enough? - 3:27 (interprété par The Four Tops)
8. Jazar’s Theme - 1:33
9. Truck Stop - 2:15
10. Aleme’s Theme - 2:17
11. El Jardia (Reprise) - 1:43
12. Are You Man Enough? (End Title) - 0:43 (interprété par The Four Tops)